# Камчатска кафява мечка
Камчатската кафява мечка (Ursus arctos beringianus), позната и като Кафява мечка от далечния изток, е подвид на кафявата мечка, който живее на полуостров Камчатка и Карагински остров. Може да се срещне и на западния бряг на Охотско море, на островите Шантар и северните Курилски острови.

## Характеристики
При камчатските кафяви мечки доминират индивидите с тъмна козина. Оцветяването може да варира от кафяво-черно до тъмно жълто. Изправени на два крака мечките достигат 2,75 метра, опашката им е дълга 16,5 до 21 сантиметра. Кафявата мечка от далечния изток е един от най-големите подвидове на кафявата мечка и достига тегло 750 килограма. Най-големите индивиди живеят на Камчатка и островите Шантар. Както и мечките от Аляска и тези мечки имат огромни размери. Това се дължи на храната им, богата на протеини, и ловенето на сьомга в крайбрежните реки. Поради благоприятния климат периодът на хибернация (зимен сън) е много кратък.